# Resident Evil (gra komputerowa)
Resident Evil (jap. バイオハザード, Baiohazādo – Biohazard) – gra komputerowa z gatunku survival horror wydana w 1996 roku na konsolę PlayStation przez Capcom. Po 18 miesiącach wydano poprawioną wersję zatytułowaną Resident Evil: Director's Cut. Gra pierwotnie planowana była jako remake gry Sweet Home, jednak w trakcie tworzenia zdecydowano się na stworzenie osobnej marki. Prace nad Resident Evil trwały trzy lata.
Popularność tytułu przyczyniła się do powstania kilku kontynuacji (Resident Evil 2, Resident Evil 3: Nemesis, Resident Evil 4, Resident Evil 5), konwersji na komputery osobiste i Sega Saturn oraz trzech remake'ów: Resident Evil REmake na konsolę GameCube, Resident Evil: Deadly Silence na Nintendo DS oraz Resident Evil Archives: Resident Evil na Wii. W 2001 roku na jej podstawie powstał film Resident Evil z Millą Jovovich w roli głównej.

## Scenariusz

### Postacie
- Źródło: Resident Evil 3: Nemesis Instrukcja obsługi[7].
- Chris Redfield – grywalny bohater. W swoim scenariuszu jest głównym protagonistą, w scenariuszu Jill znika w tajemniczych okolicznościach. Chris został zwerbowany do oddziału S.T.A.R.S. dzięki Barry'emu Burtonowi.
- Jill Valentine – grywalna bohaterka. W swoim scenariuszu jest główną protagonistką, w scenariuszu Chrisa znika w tajemniczych okolicznościach. Będąc członkinią S.T.A.R.S., Jill nie raz ocaliła życie swoim partnerom z oddziału.
- Rebecca Chambers – grywalna (w bardzo krótkim wymiarze czasu) bohaterka w scenariuszu Chrisa (pojawia się tylko w nim). Jest najmłodszą członkinią Bravo Team, znalazła się w oddziale dzięki swojej znajomości medycyny oraz technik udzielania pierwszej pomocy.
- Albert Wesker – drugoplanowy bohater gry obydwu scenariuszy. Jest dowódcą oddziału Alpha Team, przez wielu agentów w grupie uważany za "zadziornego luzaka".
- Barry Burton – drugoplanowy bohater scenariusza Jill. Dobry przyjaciel Chrisa, dzięki któremu ten wstąpił do oddziału. Jest ekspertem od broni palnej i ma bardzo duże oświadczenie.
- Brad Vickers – pilot helikoptera Alpha Team. Znany wśród innych członków grupy S.T.A.R.S. ze swojego tchórzliwego zachowania w stresowych momentach.
- Joseph Frost – były członek oddziału Bravo, obecnie należący do Alpha Team. Został awansowany przez Alberta Wekera.
- Forest Speyer – członek oddziału Bravo. Znany ze swego profesjonalizmu jest bardzo szanowany przez swoich kolegów. Doskonały snajper.
- Kenneth J. Sullivan – czarnoskóry agent grupy Bravo i najstarszy z członków grupy S.T.A.R.S.. Specjalista w dziedzinie nauk chemicznych.
- Enrico Marini – dowódca oddziału Bravo oraz najważniejszy człowiek po Weskerze w grupie S.T.A.R.S.
- Richard Aiken – jeden z członków oddziału Bravo. Ekspert od systemów łączności, bardzo pozytywnie nastawiony do swoich kolegów z zespołu.

### Opis fabuły
- Źródło: Resident Evil 3 Nemesis: Official Strategy Guide[8].

Akcja gry rozpoczyna się 24 lipca 1998 roku. Sekcja Bravo S.T.A.R.S. (Special Tactics And Rescue Service, z ang. Specjalne Służby Taktyczne i Ratownicze), oddziału do zadań specjalnych departamentu policji w Raccoon City, została wysłana w góry Arklay na przedmieściach miasta, by zbadać przyczynę serii niewyjaśnionych morderstw, które miały miejsce w tamtym rejonie, jednak w dziwnych okolicznościach zaginęła. Do akcji poszukiwawczej wysłana została druga część oddziału (Alpha Team). Na miejscu, w pobliżu lasu, znajdują szczątki śmigłowca Bravo oraz odciętą ludzką rękę. Podczas eksploracji terenu zostają zaatakowani przez watahę Cerberusów (psów zainfekowanych T-virusem). Pilot oddziału, Brad Vickers panikuje i odlatuje w pośpiechu zostawiając swoich kolegów na ziemi. W wyniku ataku jeden z członków oddziału – Joseph Frost – ponosi śmierć na miejscu, a pozostali ratują się ucieczką. Docierają do tajemniczej posiadłości, która w pierwszym momencie wydaje się być opuszczona.
W zależności od tego, którą postacią steruje gracz, jeden z członków Alpha Team zostaje oddzielony w trakcie pościgu od reszty i nie dociera razem z pozostałymi do rezydencji (Barry jeśli gracz steruje Chrisem, Chris jeśli gracz steruje Jill). Bohaterowie przebywając w głównym holu słyszą strzały i dwójce z nich udaje się sprawdzić ich pochodzenie. W tym momencie gracz przejmuje kontrolę nad wybraną wcześniej postacią i zaczyna eksplorację rezydencji. Jednym z pierwszych odkryć okazuje się być ciało jednego z członków Bravo Team, Kennetha J. Sullivana, jedzone przez zombie. Podczas przeszukiwania posiadłości, gracz odnajduje pozostałych członków Bravo Team. Richard Aiken, zostaje odnaleziony umierający, po ukąszeniu przez ogromnych rozmiarów jadowitego węża. Przed śmiercią oddaje protagoniście krótkofalówkę. Ciało Foresta Speyera, zadziobanego przez zmutowane kruki zostaje odnalezione na balkonie rezydencji. Gracz spotyka również Enrico Mariniego – kapitan Bravo Team, który ujawnia, że jeden z członków Alpha Team jest zdrajcą jednak zanim zdąża wypowiedzieć jego imię i nazwisko zostaje zastrzelony przez niezidentyfikowanego napastnika.
Protagonista wraz z rozwojem fabuły zdaje sobie sprawę, że w rezydencji aż roi się od różnego rodzaju zagadek, łamigłówek oraz co najgorsze różnego rodzaju potworów. Znalezione fragmenty dokumentów sugerują, że tereny rezydencji (wraz ze znajdującym się pod nimi laboratorium) były miejscem nielegalnych eksperymentów prowadzonych przez tajny zespół badawczy, pod nadzorem korporacji farmaceutycznej o nazwie Umbrella. Liczne potwory napotkane przez protagonistę na terenach rezydencji i jej okolic, są albo rezultatem tychże eksperymentów (przeprowadzanych zarówno na ludziach jak i zwierzętach), albo wynikiem niekontrolowanego rozprzestrzenienia się czynnika biologicznego używanego w tych eksperymentach – silnie zakaźnego i posiadającego zdolności mutagenne T-virusa.
Przemierzając szereg budynków, korytarzy i tuneli podziemnych, gracz odkrywa tajne podziemne laboratorium Umbrelli. Wraz z biegiem wydarzeń protagonista dowiaduje się, że Albert Wesker jest podwójnym agentem pracującym dla korporacji. Wesker, uwalnia z kapsuły laboratoryjnej jednego z bioorganicznych produktów eksperymentów Umbrelii – Tyranta, który, nieoczekiwanie dla zdrajcy, unicestwia go. Gracz walczy z potworem, chwilowo go unieszkodliwiając. Następnie odnajduję drugą grywalną postacią w celi, zamkniętą tam wcześniej przez Weskera po czym udaje się mu/jej uwolnić go/ją poprzez aktywację systemu autodestrukcji kompleksu. Chris, Jill i postać pomocnicza (Rebecca jeśli gracz steruje Chrisem, Barry jeśli gracz steruje Jill) udają się do lądowiska helikopterów, jednak po drodze postać sterowana przez gracza zostaje oddzielona od pozostałej dwójki w wyniku ataku kolejnych przeciwników. Protagonista dostaje się w końcu do lądowiska po czym udaje się mu/jej skontaktować z Bradem, który deklaruje gotowość wydostania trójki bohaterów z terenów rezydencji. Na lądowisko dociera też pozostała dwójka bohaterów po czym wszyscy zostają ponownie zaatakowani przez Tyranta. Zostaje on pokonany dzięki zrzuconej przez Brada, krążącego cały czas w helikopterze nad lądowiskiem, ręcznej wyrzutni rakiet. Chris, Jill oraz Barry’emu (jeśli gracz steruje Jill) lub Rebecce (jeśli gracz steruje Chrisem) udaje się dostać na pokład helikoptera. Zaraz po ich starcie, cały kompleks laboratoryjny wraz z rezydencją i innymi budynkami znajdującymi się na terenie posesji ulega zniszczeniu przez aktywowany wcześniej system autodestrukcji. Jeśli graczowi nie udaje się ocalić pozostałych dwóch członków swojego zespołu (Jill nie ratuje Chrisa i Barry umiera, lub Chris nie ratuje Jill i Rebecca umiera), to walka z Tyrantem na lądowisku w ogóle nie ma miejsca, a gra kończy się od razu po tym kiedy protagonista dostaje się do helikoptera.
Gra posiada kilka, nieznacznie różniących się od siebie zakończeń. W zależności od tego ilu członków swojego zespołu uratuje gracz i którą z dwóch grywanych postaci to zrobi, w scenie gdy helikopter odlatuje znad posiadłości, można oglądać różne postacie na jego pokładzie (z krótkimi dialogami, lub bez – odpowiadającymi danym bohaterom). Również od liczby uratowanych członków zespołu S.T.A.R.S zależne jest czy posiadłość wraz z całym kompleksem Umbrelli wyleci w powietrze czy też pozostanie nietknięta.

## Rozgrywka
W grze do wyboru poziomu trudności twórcy podeszli nietypowo – poprzez wybór postaci, której poczynaniami pokieruje gracz. Do wyboru jest jeden z dwójki bohaterów: Jill Valentine (osiem slotów w ekwipunku, sporo amunicji, bardziej podatna na ataki wrogów), Chris Redfielda (poziom trudny – sześć slotów, małe zasoby amunicji, większe obrażenia z broni palnej, bardziej odporny na ataki potworów, bardzo ograniczone możliwości zapisu gry). Tła w grze to statyczne zdjęcia doczytywane z dysku, które pomimo prostego wykonania dzięki odpowiedniej perspektywie, tworzonej przez wiele nietypowo ustawionych kamer, niczym we wcześniejszym Alone in the Dark sprawiają wrażenie głębi (trójwymiaru), postacie zaś to trójwymiarowe obiekty. Sama gra składa się z dwóch głównych elementów – walki z zombie i innymi przeciwnikami oraz rozwiązywania zagadek. Postać sterowana przez gracza miała ograniczoną amunicję, i ilość broni, a przez niewielką pojemność ekwipunku korzystać ze skrzyń na przedmioty. Wśród dostępnych broni był między innymi nóż, pistolet, czy też potężna wyrzutnia rakiet.
System zapisu w grze sprowadza się do skorzystania z maszyny do pisania przy użyciu taśmy barwiącej w specjalnie do tego celu wyznaczonych miejscach-kryjówkach.

## Wersje gry

### Director’s Cut
Jest to nieocenzurowana i wzbogacona o dodatki wersja gry, która dotychczas była dostępna tylko w Japonii. Została wydana w Europie i Ameryce Północnej. Zawiera dwie płyty: jedną z wersją demonstracyjną Resident Evil 2, a drugą z trzema trybami części pierwszej. Pierwszy tryb – original, to pierwotna wersja gry wydana w Europie i Ameryce Północnej (wersja ocenzurowana). Drugi tryb to arrange, czyli nieocenzurowany Director’s Cut, wzbogacony o dodatki i różniący się w pewnych aspektach od oryginału. Trzeci tryb – beginner, to złagodzona wersja gry o niskim poziomie trudności. Wersja Director’s Cut pojawiła się także na PlayStation Classic.

### DualShock Version
Została wydana w Ameryce Północnej i Japonii. Ta wersja gry obejmowała obsługę analogów w padzie, dzięki czemu również dodano wibracje. Dodatkowo zawierał nowy soundtrack skomponowany przez Mamoru Samuragouchi'ego. Gra została dostępna do ściągnięcia na konsole PlayStation 3 i PlayStation Portable przez PlayStation Network.

### GameBoy Color
Specjalna wersja gry przygotowana przez Capcom na GameBoy Color została anulowana, głównie przez zbyt małą moc obliczeniową konsoli i słabą grafikę. Po tej wersji pozostały jedynie screeny dostępne w internecie.

### PC
Wersja na domowe komputery zawierała nieocenzurowane i koloryzowane intro (prócz wersji wydanych w Australii, gdzie wykorzystano ocenzurowane i czarno-białe intro). Tak samo jak wersja Director's Cut na PlayStation, gra zawiera dodatkowe bonusy po pierwszym ukończeniu rozgrywki.

### Remake
Capcom w 2002 roku wydał remake pierwszego Resident Evil, dostępny tylko na konsolę GameCube. Ustawienia kamer są niemalże identyczne jak w pierwowzorze, znacznej poprawie uległa natomiast jakość renderingu statycznych scenerii oraz poziom dokładności grafiki 3D. Tutaj również są dostępne dwa scenariusze – Chrisa i Jill. Fabuła została rozbudowana o nowe wątki, również pojawiło się kilka nowych miejsc.

## Głosy
| Aktor                        | Postać           |
| ---------------------------- | ---------------- |
| Scott McCulloch              | Chris Redfield   |
| Sergio Jones                 | Albert Wesker    |
| Barry Gjerde                 | Barry Burton     |
| Lynn Harris                  | Rebecca Chambers |
| Ward E. Sexton               | Tytułowy okrzyk  |
| Dean Harrington Clay Alarcon | Pozostałe głosy  |

## Sprzedaż
- Resident Evil (PlayStation) – 2,75 mln[15]
- Resident Evil: Director's Cut (PlayStation) – 1,13 mln[16]
- Resident Evil: Director's Cut Dual Shock Version (PlayStation) – 1,2 mln[17]
- Resident Evil (Sega Saturn) – 170 tys.[18]